# Grön eld
Grön eld (groen vuur) is een glazen sculptuur van Vicke Lindstrand dat zich op Järnvägstorget bevindt, aan de voorkant van het Centraal station van Umeå in de provincie Västerbottens län in Zweden. De negen meter hoge glazen sculptuur was de grootste in zijn soort in de wereld op het moment van de onthulling in 1970 .

## Geschiedenis
Sven Wallander, hoofd van HSB (Hyresgästernas sparkasse - och byggnadsförening) , liet de sculptuur in opdracht maken nadat hij de glazen sculptuur Prisma van Vicke Lindstrand in Norrköping had gezien. HSB schonk het kunstwerk aan de gemeente Umeå.
Lennart Johansson , die de sculptuur in 1970 monteerde, vertelde de pers in december 2013 dat hij een beeld van Mao Zedong had verstopt in een van de glazen vlammen van de sculptuur.

## De sculptuur
Grön eld bestaat uit drie gedraaide glazen zuilen die naar de bovenkant op een punt uitlopen. De glazen zuilen zijn gemaakt van drieduizend, negen millimeter dunne, glasplaten gemaakt door Emmaboda glasverk in Zweden. De stukjes glas werden aan elkaar gelijmd met epoxylijm om aan het klimaat te kunnen weerstaan. De negen meter hoge sculptuur weegt 45 ton en staat op een zware betonnen sokkel die verankerd is in de grond.